# Gratia (Roemenië)
Gratia is een Roemeense gemeente in het district Teleorman.
Gratia telt 2888 inwoners.